# Spirit They’re Gone, Spirit They’ve Vanished
Spirit They're Gone, Spirit They've Vanished ist das erste Musikalbum der Experimentalband Animal Collective aus Baltimore. Es erschien im August 2000 unter dem Interpreten-Namen „Avey Tare and Panda Bear“. Es wurde zuerst auf CD auf dem bandeigenen Animal-Label (nun als Paw Tracks bekannt) in einer geringen Limitierung veröffentlicht. Es wurde dann 2003 als Doppel-CD mit dem Folgealbum Danse Manatee (2001) auf FatCat Records wiederveröffentlicht. Dort ist es auch auf Vinyl erhältlich.

## Entstehungsgeschichte
Alle Lieder wurden zwischen 1997 und 1999 von Avey Tare (bürgerlicher Name: David Portner) geschrieben – ausgenommen „Penny Dreadfuls“, welches er im Alter von 16 Jahren schrieb. Portner und Panda Bear (eigentlich Noah Lennox) nahmen die Akustikgitarre und das Schlagzeug live auf einen Tascam-48-1/2"-8-Track-Rekorder in Portner's Schlafzimmer in Baltimore während des Sommers 1999 auf. Die Pianostücke zusammen mit den Overdubs wurden im Schlafzimmer von Portner's Eltern aufgenommen.
Portner wollte für die Gitarre einen „keifenden und misstönenden Klang, um ein unbehagliches Gefühl“ zu kreieren.
Ein alter Roland SH-2-Synthesizer, den der Bruder des späteren Animal Collective-Bandmitglieds, Geologist (eigentlich Brian Weitz) in einem Camp fand, wurde für die Bassklänge genutzt. Das Schlagzeug wurde mit Jazzbesen gespielt, damit das Album an andere Alben wie Ocean Rain von Echo & the Bunnymen oder "Forever Changes" von Love erinnere. Avey Tare würde die Schlagzeugpattern durch Beatboxing diktieren. Andere Klänge, so der Großteil von "Spirit They're Gone, Spirit They've Vanished", wurden durch geloopte Rückkopplung erzeugt.

## Artwork
Das Originalcover des Albums wurde von Avey gefunden, welcher dachte, es würde nett zum Album passen. Das Album sollte eigentlich bloß unter Avey Tare's Namen erscheinen, doch er war von Panda Bear’s Schlagzeugarbeit so beeindruckt, dass er Pandas Name ebenfalls auf das Cover setzte. Die Methode, schlicht die Bandmitglieder, die jeweils mitgespielt haben, aufs Cover zu setzen – anstatt den Projektnamen Animal Collective – hielt sich bis zum Album Campfire Songs (2003).
Mit der Originalveröffentlichung auf Animal Records fand sich ein selbstironischer Text im Albenbooklet mit folgender Geschichte

“Not long ago a young boy named Avey and his friend Panda Bear roamed the patch work which covers the land (some call it forest). They were looked upon by Pan and raised by fairies and the Angels of light who play deep within the Wood. 'Let's make the music of childhood,' Avey shouted one day as the two played. Panda thought this idea was a good one. 'I can use my magical Rhythm sticks and you can play your Sun harp,' he said. So the two began to create melodies and Panda brought rhythms from every direction while Avey sang. All of the songs were about wooden toys and invisible friends and filled with the light of the forest. This is the first group of songs they played.”

„Vor nicht langer Zeit durchstriffen ein junger Bursche namens Avey Tare und sein Freund Panda Bear den Flickenteppich (manche nennen es Wald), welcher das Land bedeckt. Sie wurden von Pan beobachtet und waren von Feen und den Engeln des Lichts erzogen worden, welche tief in den Wäldern spielten. "Lass uns die Musik der Kindheit machen", rief Avey eines Tages, als die beiden spielten. Panda dachte, diese Idee sei eine gute. "Ich kann meine magischen Rhythmus-Stöcker [also Drumsticks] nutzen und du kannst deine Sonnenharfe spielen", sprach er. So begannen die Zwei, Melodien zu kreieren und Panda brachte Rhythmen aus jeder Richtung, während Avey sang. Alle Lieder handelten über hölzerne Spielsachen und unsichtbare Freunde und waren gefüllt mit dem Licht des Waldes. Dies ist die erste Ansammlung der Lieder, die sie spielten.“

## Rezeption
Brent S. Sirota vergibt 8,9/10,0 Punkte an das Album und schreibt am 1. August 2000 bei Pitchfork Media:

„‘Spirit They’re Gone, Spirit They’ve Vanished’ is not only outstanding, but one of the most original sounding albums out there. This record, as I've said, marries the pleasant and the violent and is not for timid ears: the sparkling pop never strays far from the lacerating noise. The lyrics are largely indecipherable but occasional gems and wonderful turns of phrase emerge from the bright din.“

„‚Spirit They’re Gone, Spirit They’ve Vanished‘ ist nicht nur einzigartig, sondern auch eines der originellsten Alben da draußen. Dieses Album vermählt das Schöne und das Gewalttätige und ist nichts für schüchterne Ohren: der glitzernde Pop entfernt sich nie zu weit vom zerreißenden Noise. Die Songtexte sind größtenteils unverständlich, doch dann und wann kann man wunderbare Phrasen und Sprachjuwele aus dem blendenden Musikschimmer heraushören.“

Bei allmusic erhielt das Album 4/5 Sternen. Es schreibt der Kritiker Francois Couture:

„Quirky avant-pop where surprises abound but always stay on the catchy track. You might find them too weird for your straight tastes or too catchy for your weird tastes. Then again you might find them to be the best of both worlds.“

„Quicklebendiger Avant-Pop, welcher überrascht, doch immer eingänglich bleibt. Du könntest sie zu seltsam für deinen normalen Geschmack halten oder zu normal für deinen seltsamen Geschmack. Dann jedoch könntest du auch das beste aus den beiden Welten finden.“

## Titelliste
1. "Spirit They've Vanished" – 5:35
2. "April and the Phantom" – 5:53
3. (Untitled) – 2:58
4. "Penny Dreadfuls" – 7:58
5. "Chocolate Girl" – 8:28
6. "Everyone Whistling" – 1:00
7. "La Rapet" – 7:52
8. "Bat You'll Fly" – 5:03
9. "Someday I'll Grow to Be As Tall As the Giant" – 3:10
10. "Alvin Row" – 12:39